# Johann Huber (Politiker, 1873)
Johann Huber (* 27. Mai 1873 in Oberalm, Land Salzburg; † 21. Mai 1929 ebenda) war ein österreichischer Politiker der Christlichsozialen Partei (CSP).

## Ausbildung und Beruf
Nach dem Besuch der Volksschule wurde er Kaufmann und Grundbesitzer in Oberalm.

## Politische Funktionen
- 1909–1914: Abgeordneter zum Salzburger Landtag (Herzogtum, 10. Wahlperiode), Wahlklasse Landgemeinde; Region Hallein
- 1918–1919: Abgeordneter zur provisorischen Salzburger Landesversammlung, CSP
- 1922–1929: Abgeordneter zum Salzburger Landtag (1. Republik, 2. und 3. Wahlperiode), CSP (bis zu seinem Tod am 21. Mai 1929)
- Mitglied des Gemeindeausschusses von Oberalm

## Politische Mandate
- 4. März 1919 bis 9. November 1920: Mitglied der Konstituierenden Nationalversammlung, CSP